# Miloš Hrazdíra
Miloš Hrazdíra (23 de novembro de 1945 — 25 de janeiro de 1990) foi um ciclista olímpico tchecoslovaco. Representou sua nação nos Jogos Olímpicos de Verão de 1972, na prova de contrarrelógio (100 km).